# 게이한 나카노시마선
나카노시마 선(일본어: 中之島線, なかのしません 나카노시마센[*])은 게이한 전기 철도의 철도 노선 가운데 하나이다. 나카노시마역과 덴마바시 역을 잇는다.
나카노시마 고속 철도가 노선 시설을 보유하며 게이한 전기 철도가 영객 운영을 한다.

## 역사
- 2001년 3월 10일 : 게이한 전기 철도가 나카노시마 선 사업 착수를 공식으로 결정함.
- 2001년 7월 10일 : 나카노시마 고속 철도 설립.
- 2001년 9월 27일 : 게이한 전기 철도와 나카노시마 고속 철도가 나카노시마 선 사업허가 신청.
- 2003년 5월 28일 : 오사카 국제회의장에서 기공식 거행.
- 2008년 10월 19일 : 개통.

## 운행 형태
기본적으로 덴마바시 역을 거쳐 게이한 본선에 직결 운행을 한다.

## 역 목록
| 역 이름      | 일본어 이름 | 거리 (km) | 접속 노선 | 소재지   | 소재지   | 소재지 |
| ------------ | ----------- | --------- | --- | -------- | -------- | ------ |
| 나카노시마   | 中之島      | 0.0       | JR 도자이 선(신후쿠시마역, 약 700 m, 걸어서 9분) 한신 전기 철도 본선(후쿠시마역, 약 600 m, 걸어서 8분)                                      | 오사카부 | 오사카시 | 기타구 |
| 와타나베바시 | 渡辺橋      | 0.9       | 오사카 시 교통국 지하철 요쓰바시 선(히고바시 역, 걸어서 5분) JR 도자이 선(기타신치역, 약 700 m, 걸어서 9분) 오사카역(약 900 m, 걸어서 11분) | 오사카부 | 오사카시 | 기타구 |
| 오에바시     | 大江橋      | 1.4       | 오사카 시 교통국 지하철 미도스지 선(요도야바시 역, 약 350 m, 걸어서 5분)                                                                    | 오사카부 | 오사카시 | 기타구 |
| 나니와바시   | なにわ橋    | 2.0       | 오사카 시 교통국 지하철 사카이스지 선(기타하마역, 약 200 m, 걸어서 3분)                                                                     | 오사카부 | 오사카시 | 기타구 |
| 덴마바시     | 天満橋      | 3.0       | 게이한 본선(산조 방면에 직결 운행) 오사카 시 교통국 지하철 다니마치 선                                                                      | 오사카부 | 오사카시 | 주오구 |